# Tengrinews.kz
Tengrinews.kz — казахстанское интернет-издание и информационный портал. Основан Батыром Казыбаевым 15 ноября 2010 года в Алматы. Крупнейший информационный портал в Казахстане. Входит в состав медиахолдинга Alash Media Group.
Является обладателем Гран-при 2011, 2012 и 2013 годов и победителем в номинации «Лучший сайт 10-летия» по версии национальной интернет-премии Award.kz. Занимает 49 место среди самых прибыльных интернет-компаний Казахстана по версии Forbes.kz. 
Раздел сайта «Победители» были отмечен Министерством обороны Казахстана в номинации «Лучшая публикация в интернет-издании».
В феврале 2020 года Tengrinews.kz обновил дизайн. Суточная аудитория сайта на 2021 год — 500 000 человек. По данным Brand Analytics, в 2021 году Tengrinews.kz занял пятое место в Казахстане по цитируемости в социальных медиа.
В 2024 году на YouTube-канале Tengrinews.kz проходит прямая трансляция с судебного заседания по делу Куандыка Бишимбаева. Процесс вызвал большой резонанс в Казахстане и соседних странах.
По данным LiveInternet на весну 2024 года Tengrinews.kz занимает первое место в рейтинге казахстанских сайтов, а также входит в топ-60 сайтов среди всех стран.